# 梁一龍
梁一龍（16世紀—1615年），號霖赤，山西平陽府襄陵縣人，明朝政治人物。

## 生平
梁一龍是萬曆二十五年（1597年）中舉人，二十九年（1601年）成進士，自陳祖母年老而獲授懷慶府教授。之後他得起用為國子監學正，三十六年陞任戶部江西司主事、員外郎和郎中，四十年（1612年）三月外授彰德知府，就任三年有惠政，四十三年於任內去世，府民將他入祀名宦祠，而襄陵縣則入祀鄉賢祠。

## 家族
曾祖梁玉。祖梁柱。父梁淇，國子生。

## 引用
1. 1 2  民國《襄陵縣志·卷十一·名賢傳》：梁一龍 字霖赤，雲山里因祖母年老，陳情報劉就河南懷慶府教授，後起國子監助教，陞戶部主事。厯員外郎、郎中，授彰德府知府，拮据三載，惠政有聲；歿於官，鄴民思之，崇祀名宦，邑祀鄉賢。
2. ↑  民國《襄陵縣志·卷十六·選舉表》：（萬曆）丁酉科（舉人） 梁一龍 經魁，見甲科
3. ↑  《萬曆二十九年辛丑科進士履歷》：梁一龍，霖赤，礼记，甲戌七月二十六日生。襄陵人，丁酉三名，会二百九十三名，三甲一百八十五名。吏部政，壬寅授怀庆府授，丙午升國子監學正，戊申升户部江西司主事，己酉升员外，升陕西司郎中，壬子升彰德知府，乙卯卒。
4. ↑  《明神宗显皇帝实录卷之四百九十三》：万历四十年三月，升户部郎中梁一龙为河南彰德府知府。